# Banca d’Italia
Die Banca d’Italia (deutsch Bank von Italien) ist die italienische Zentralbank. Sie wurde 1893 als Aktiengesellschaft gegründet, 1936 in eine Anstalt öffentlichen Rechts umgewandelt und 1981 von der Regierung unabhängig. Sie ist Mitglied des Europäischen Systems der Zentralbanken.
Neben ihren Aufgaben als Notenbank übt die Banca d’Italia auch die Bankenaufsicht in Italien aus. Darüber hinaus berät sie die nationalen Verfassungsorgane in finanzpolitischen Angelegenheiten und ist im Bereich Wirtschaftswissenschaft tätig.
Der Hauptsitz der Banca d’Italia befindet sich im Palazzo Koch in Rom. Amtierender Gouverneur ist seit dem 1. November 2023 Fabio Panetta.

## Geschichte

### Gründung der Banca d’Italia
Im Jahre 1861 erfolgte die Vereinigung Italiens, dennoch blieb das Königreich wirtschaftlich hinter den führenden europäischen Ländern. Das Bankensystem bestand aus kleinen individuellen Banken, wenigen öffentlichen Institutionen und einigen Notenbanken, wodurch der Notenumlauf sehr spärlich war.
Im Jahre 1862 wurde durch das Pepoli-Gesetz die einheitliche Währung, die italienische Lira, beschlossen. Dennoch herrschte ein zersplitterter Geldumlauf. Der Grund dafür war, dass die meisten Notenbanken ihr altes Recht, selbst Banknoten im Königreich Italien auszustellen, aufrechterhalten wollten.
Nach der Annexion von Rom im Jahre 1870 stieg die Anzahl dieser Banken auf sechs an. Zu diesen gehörten:
- Banca Romana (vorher: Banca degli Stati pontifici)
- im Norden Banca Nazionale nel Regno d’Italia (entstanden durch die Fusion der Banca di Genova & Banca di Torino)
- Zentral gelegen die Banca Nazionale Toscana, die Banca Toscana di Credito
- im Süden Banco di Napoli sowie Banco di Sicilia[3]

Die beiden letzteren waren öffentliche, die anderen vier waren Privatbanken. Diese Institutionen gaben die Lira-Banknoten aus, welche die Konvertierbarkeit besaßen. Die Banken standen in direkter Konkurrenz zueinander und wurden vom Staat überwacht. Im Jahre 1866 verlor die Lira an Konvertibilität, was zu einem sehr hohen Banknotenumlauf führte.
Erst im Jahre 1874 wurde das Gesetz der einheitlichen Banknotenausgabe verabschiedet, diese neuen Regelungen ermächtigten die sechs Institutionen zur Ausgabe der Banknoten und schufen damit ein identifiziertes, legalisiertes und geregeltes Oligopol.
Im Jahre 1881 wurde die Konvertibilität der italienischen Lira wieder erlangt, aber erst 1883 in der Praxis umgesetzt. Das markierte den Beginn einer kurzlebigen Illusion. Die Euphorie führte dazu, dass sich die Wirtschaft überhitzte. Auf diese Situation reagierte die unvorbereitete Politik mit falschen Maßnahmen. Dies hatte wiederum die Konsequenz, dass die Lira im Jahre 1887 ihre Konvertierbarkeit wieder verlor. Es folgte ein Bauboom, der teilweise durch ausländisches Kapital Unterstützung fand und durch die neue nationale Hauptstadt Rom ausgelöst wurde.
Das Ergebnis war eine Überexpansion, eine wachsende Spekulationsblase. Auf diese folgten andere Krisen wie die mit einer Devisenkurskrise verbundene Bankenkrise in den frühen 1890er Jahren. Diese erlebte ihren Höhepunkt im Dezember 1892, als skandalöse Situationen der Notenbanken aufgedeckt wurden – allen voran unseriöse Geschäfte der Staatsbank Banca Romana, welche die Regierung bis dahin geheim hielt. Trotz der extrem schwierigen Lage und politischen Auseinandersetzungen fand 1893 eine Reorganisation des Bankwesens statt. Das war auch das Geburtsjahr der Banca d’Italia, welche durch die Fusion der Banca Nazionale nel Regno, Banca Nazionale Toscana, Banca Toscana Credito und der Liquidation der Banca Romana als Aktiengesellschaft entstand.

### Von der Gründung 1893 bis zum Bankgesetz 1936
Die erste Periode in der Geschichte der Bank beläuft sich von ihrer Entstehung im Jahr 1893 bis zu ihrer Umwandlung im Jahr 1936 in eine Anstalt des öffentlichen Rechts.

#### Das Bankgesetz 1893 und die Giolitti-Ära
Das Bankgesetz Nr. 449 vom 10. August 1893 lieferte den Grundbaustein zur Entstehung der Banca d’Italia. Diese neue Regelung definierte den Banknotenumlauf neu, das heißt, es besagte, dass 40 Prozent der ausgegebenen Noten von den Goldreserven der Institution abgedeckt werden mussten, und setzte somit eine Grenze für ihre Ausgaben. Dadurch wurden Bedingungen geschaffen, um die Funktionalität und Wirtschaftlichkeit der Emissionsbanken wiederherzustellen.
Zugleich begann der Prozess des Übergangs zu einer Notenbank und es wurden Regelungen eingeführt, die das Interesse der Öffentlichkeit vor die der Aktionäre stellten, unter anderem die Zustimmung der Regierung über die Ernennung eines neuen Generaldirektors der Bank und für die Änderung des Diskontsatzes.
Während der Amtszeit des Giuseppe Marchiori als Generaldirektor der Banca d’Italia (von 1894 bis 1900) wurde die öffentliche Stellung der Bank durch diesen bekräftigt und die privaten Interessen der Gesellschafter stets ausgegrenzt. Dennoch blieb die Institution eine private Gesellschaft, welche die Ausgabe der Banknoten im Rahmen einer Konzession durchführte. Der Leitungswechsel im Jahre 1900 durch Bonaldo Stringher trug einen großen Beitrag zur Entwicklung der Bank bei.
Während der Giolitti-Ära war die Banca d’Italia aufgrund eines günstigen ökonomischen Wirtschaftsklimas und durch die Unterstützung der wirtschaftlichen Aktivitäten in der Lage, die Finanz- und Wechselkursstabilität in Einklang zu bringen. Somit erreichte im Jahr 1902 die italienische Lira ihre alte Parität gegenüber dem Gold. Aufgrund der Erfahrung aus vorangegangenen Krisen wurde die Konvertierbarkeit der Banknoten nicht offiziell bekannt gegeben. Im Jahr 1906 führte die Bank eine angemessene Konvertierung der unkündbaren Staatsanleihen durch und bestätigte damit ihre Funktion als Bankier, Berater der Regierung und die des Schatzmeisters.
Parallel mit dem wirtschaftlichen Aufschwung und der Industrialisierung änderte sich auch das Kreditsystem der Institute. Der Ausgangspunkt für die Änderung im Kreditwesen war der Misserfolg der zwei größten Industriebanken von Italien, der zu einer Bankkrise von 1893 bis 1894 geführt hatte. Infolgedessen ging der Großteil der Kreditgeschäfte von den drei überlebenden Notenbanken, der Banca d’Italia, der Banco di Napoli und der Banco di Sicilia, auf die damals kürzlich gegründeten Mischbanken Banco di Roma, Banca Commerciale Italiana und Credito Italiano über. Im Jahre 1907 intervenierte die Banca d’Italia wirksam und verhinderte dadurch eine schwerwiegende Finanzkrise. Dadurch stärkte sie ihre Position als „lender of last resort“ und festigte damit ihren Ruf. Ende 1907 wurde ein Gesetz zur Flexibilisierung des Geldumlaufs verabschiedet. Damit stieg die Notwendigkeit einer Bankaufsicht immer mehr an.
Vor Beginn des Ersten Weltkrieges besaß die Banca d’Italia eine zentrale Stellung innerhalb des nationalen Finanzsystems, dank der Wichtigkeit ihrer Kredite für die Wirtschaft, ihrer Tätigkeiten um finanzielle Stabilität zu garantieren, Konsolidierung der Goldreserven und Hilfeleistungen für das Finanzministerium bei der Verwaltung der öffentlichen Schulden.

#### Der Erste Weltkrieg und die Konsolidierung der öffentlichen Rolle der Banca d’Italia
Während des Ersten Weltkrieges war die Banca d’Italia eine wichtige Hilfe für das Finanzministerium. Sie half mit direkten Krediten aus, führte Kriegsanleihen durch und verwaltete Finanzgeschäfte mit dem Ausland. Dabei wurde die Verbindung zwischen der Lira und dem Gold getrennt und eine Monopolstellung für Devisen erschaffen.
Mit dem Ende des Krieges traten Probleme bei der Umstellung auf die Friedenswirtschaft auf, da sich die meisten Industriebereiche und mit ihnen die Kreditinstitute, von denen sie bis dahin finanziert wurden in einer Krise befanden. Es folgten zahlreiche Bankpleiten. Aufgrund dessen führte die Bank von Italien, mit der Zustimmung der Regierung massive Rettungsmaßnahmen aus. Das Devisenmonopol wurde beendet, aber eine Rückkehr zur Geldnormalität war zu diesem Zeitpunkt noch nicht möglich. Um zum alten System zurückzukommen, nahm Italien einen konservativen Stand zugunsten des klassischen Goldstandards wieder an. Um dies zu erreichen, entschied sich die damalige faschistische Regierung die Lira im Jahr 1926, während einer inflationären Situation, abzuwerten, was zu einer Deflation der Wirtschaft geführt hatte. Als Teil des monetären Stabilisierungsplanes und der Rückkehr zum Goldstandard wurde diese Reform innerhalb von drei Jahren vorgenommen.
Damit erlangte die Banca d’Italia eine Monopolstellung bei der Banknotenausgabe, verwaltete das clearing house und war der zentrale Knoten eines modernen Zahlungssystems und wurde mit der Kontrollfunktion ausgestattet (Bankaufsicht). Des Weiteren führte die Regierung ein Gesetz zum Schutz der Spareinlagen und spezielle Auflagen für die Banken, wie den Mindestkapitalbedarf, ein.
Die oben genannte Reform wurde in den Jahren 1927–1928 mit der Festsetzung einer neuen Goldparität für die Lira und durch die Wiederherstellung der Konvertierbarkeit in Gold oder in Fremdwährung (Devisen) vollendet. Mit dem Gesetz verpflichteten sich die Institute, eine Gold- oder Hartwährungsreserve (Valuta) von mindestens 40 Prozent des Geldumlaufs und die Redefinition der Beziehungen mit dem Finanzministerium aufrechtzuerhalten. Durch die Reform wurde der grundlegende Charakter der Bank als öffentliche Institution bekräftigt.
Im Jahr 1928 wurde eine neue Satzung genehmigt, wodurch das Governing Board-Direcrorate die damalige Leitung der Banca d’Italia ersetzte. Dieses kollegiale Gremium setzt sich aus einem Gouverneur, Generaldirektor und aus drei stellvertretenden Direktoren zusammen. Der Gouverneur übernimmt die Leitung der Bank und genehmigt auf Vorschlag des Vorstandes den Diskontsatz, dieser Satz ist von der Zustimmung der Regierung abhängig.

#### Die Weltwirtschaftskrise und das Bankrecht 1936
Nach dem Tod von Bonaldo Stringher übernahm am 10. Januar 1931, während der Weltwirtschaftskrise, Vincenzo Azzolini das Amt des Gouverneurs der Banca d’Italia.
Aufgrund der Krise kam es zur Abwertung der meisten Währungen, was gleichermaßen zu einer weiteren Aufwertung der Lira führte. Der deflationäre Effekt der italienischen Politik hatte schwerwiegende Auswirkungen auf das Wirtschafts- und Finanzsystem Italiens. Der Staat und die Zentralbank arbeiteten Hand in Hand um die großen Geschäftsbanken vor dem Zusammenbruch zu bewahren, deren Vermögen aus abgewerteten Beteiligungen bestand.
Die italienische Bank besaß illiquides Vermögen, mit dem sie außerstande war, finanzielle Operationen durchzuführen. Um dem entgegenzuwirken, wurde zunächst das Istituto Mobiliare Italiano (IMI), um mittel- und langfristige Finanzierungen zu sichern, und anschließend das Institut für industriellen Wiederaufbau (Istituto per la Ricostruzione Industriale)(IRI), welches Anleihen von angeschlagenen Banken kaufte und diese überwachte, gegründet.
Mitte der 1930er, aufgrund der immer größer werdenden internationalen Spannungen und eines möglichen Krieges, beschloss man durch eine De-facto-Regelung, die Konvertierbarkeit der Lira und die Mindestreserve wieder abzuschaffen. Im Rahmen der Vorbereitungen auf den bevorstehenden Krieg fand eine Ausarbeitung des Bankgesetzes statt, dren erster Teil noch heute in Kraft ist. Die Banca d’Italia erhielt den Status einer „Anstalt des öffentlichen Rechts“ und endgültig die Funktion der Geldausgabe. Der zweite Teil des Gesetzes beinhaltete die Kredit- und Finanzaufsicht, eine komplette Umgestaltung des Kreditsystems, die Trennung zwischen Bankwesen und Industrie und zwischen kurz- und langfristigen Krediten (wobei 1993 der zweite Teil fast völlig aufgehoben wurde).
Die Abwertung der Lira Ende 1936 bewirkte einen wirtschaftlichen Aufschwung und verbesserte die Zahlungsbilanz. Im selben Jahr wurde die Banca d’Italia unter Mussolini in eine Anstalt öffentlichen Rechts umgewandelt.

### Zweiter Weltkrieg und Nachkriegsstabilisierung
Der Zweite Weltkrieg fügte der italienischen Volkswirtschaft erheblichen Schaden zu. Die Lira fiel auf 1/30 ihres Vorkriegswertes. Zum Vergleich: während des Ersten Weltkrieges war sie auf 1/5 ihres ursprünglichen Wertes gesunken.
Die Banca d’Italia erlebte nach dem Waffenstillstand von Cassibile 1943 eine dramatische Spaltung. Teile der Verwaltung befanden sich im nazibesetzten Norden des Landes, andere in dem im Süden fortbestehenden Königreich Italien, das von den Alliierten eingenommen worden war.
Im Januar 1945 kehrte durch die Ernennung von Luigi Einaudi zum Gouverneur wieder Normalität in der Verwaltung der Notenbank ein. Die Umstellung auf zivile Wirtschaft war zwar schwierig, führte aber zu keiner Instabilität der Banken, wie es am Ende des Ersten Weltkrieges geschehen war, weil die Banken dank der Reform von 1936 keine wesentlichen illiquiden Vermögenswerte besaßen. Viel mehr Sorgen bereitete den Instituten die Situation der Lira am Ende 1946, da sie durch eine galoppierenden Inflation gefährdet war.
Durch einen konsistenten Plan konnte die Geldwertstabilität zwischen 1945 und 1948 wiederhergestellt werden. Die vier wesentlichen Punkte waren:
- die Inflation zu stoppen
- die Wiederherstellung einer Grenze bei der Geldfinanzierung des Staates
- die Einbindung der internationalen Finanzgemeinschaft
- die Neuorganisation der Bankaufsicht.

Dazu wurde im Sommer 1947 der Mindestreservemechanismus reformiert und gezielt auf die Bedürfnisse der Geldpolitik weiterentwickelt. Die Befugnis diesen Reservesatz zu variieren wurde der dafür neu geschaffenen Stelle, dem Interministeriellen Komitee für das Spar- und Kreditwesen (Comitato Interministeriale pro il Credito e il Risparmio) (CICR), übertragen, dessen Vorsitz der Finanzminister hatte.
Im Jahre 1948 wurde eine neue Regelung zum Schutz der Spareinlagen im Artikel 47 fest verankert. Zur Stärkung der Lira trug der damalige Generaldirektor Donato Menichella wesentlich bei. Es folgte ein nicht inflationäres Wachstum für den nachfolgenden Zeitraum. Von Kriegsende bis Anfang der 1950er Jahre war das Wirken der Banca d’Italia für das Land von großer Bedeutung. Sie führte es aus der finanziellen Notlage heraus und ermöglichte somit einen wirtschaftlichen Wiederaufbau.

### Ab den 1950er Jahren bis Maastricht

#### Wiederaufbau und Aufschwung
Die 1950er waren für Italien Jahre des wirtschaftlichen Aufschwungs und der Währungsstabilität. Die internationale Öffnung, der Eintritt in die Europäische Wirtschaftsgemeinschaft (1957) und die Einführung der Konvertibilität der Lira (Außenkovertibilität im Jahr 1958), hatte eine belebende Wirkung auf die italienische Wirtschaft.
Bei der Banca d’Italia trat im Jahre 1948 Donato Menichella die Nachfolge des Präsidenten Luigi Einaudi an. Unter seiner Leitung versuchte die Bank die Voraussetzungen für langfristige Investitionen aufrechtzuerhalten. Dabei richtete die Banca d’Italia ihr direktes Interesse auf die Probleme der wirtschaftlichen Entwicklung Süditaliens ohne dabei ihre geldpolitische Kontrolle aufzugeben.
Ihre Instrumente der Geldpolitik waren der Diskontsatz und der Lombardkredit (Lombardsatz), die im Zeitraum von 1950 bis 1958 stabil blieben. Die Bankaufsicht bemühte sich insbesondere, eine erneute Vermögensilliquidität zu vermeiden. Dazu versuchte man u. a. die Struktur des Banksystems an die Industrie anzupassen. Folglich kam es zur Förderung der Kleinbanken, da man davon ausgehen konnte, dass diese von kleinen Unternehmen stark abhängig waren.
Im Jahre 1960 übernahm Guido Carli den Posten des Gouverneurs der Banca d’Italia. In den folgenden Jahren wandelte sich die wirtschaftliche Struktur Italiens allmählich. Das Kreditsystem gewann dabei immer mehr an Bedeutung, um die Ressourcen zwischen Konsum und Investitionen sowie zwischen dem öffentlichen und privaten Sektor zu verteilen. Ab Mitte der 1960er widmete sich die Geldpolitik der Sicherung von stabilen Preisen, um Probleme besser bewältigen zu können und Investitionen zu fördern. Zudem wurde ein zentrales Kreditverzeichnis eingeführt und Bankenfusionen erstmals seit 1930er wieder gefördert, um die Leistungsfähigkeit der Kreditinstitute zu erhöhen.

#### 1960–1979
Mit dem Ende des Bretton-Woods-Systems (August 1971) kamen erneut wirtschaftliche Probleme auf die Bank zu. Die Abschaffung von festen Wechselkursen, welche nach dem Zweiten Weltkrieg im Rahmen des neu geordneten Währungssystems beschlossen worden waren, führten dazu, dass die Wechselkurse zu schwimmen anfingen, die Ölpreise rapide anstiegen und dazu noch Stagnation und Inflation auftraten. In Italien lag die Inflation deutlich über dem Durchschnitt der anderen Industrieländer, zwischen 1973 und 1984 war diese Quote nie unter 10 Prozent gewesen. Neben den weltweiten Preiserhöhungen spielten innenpolitische Ursachen wie Spannungen auf dem Arbeitsmarkt, die Zunahme der Staatsausgaben ohne entsprechenden Anstieg der Einnahmen und fehlender Wettbewerb eine entscheidende Rolle für die Inflation.
Aufgrund der Schwierigkeiten bei der Preissicherung wurde auch die Stabilisierungspolitik aufgegeben. Problematisch war, dass einerseits Investitionen gefördert und andererseits die Inlandsnachfrage kontrolliert werden sollten, während der Zinssatz weiter stieg. Aus diesem Grund wurden 1973 Verwaltungskreditkontrollmaßnahmen (Obergrenze für Kreditvergabe und Portofoliobeschränkungen) und die Devisenkontrollen eingeführt.
Im Jahr 1975 trat Guido Carli von seinem Amt als Gouverneur der Banca d’Italia zurück. Sein Nachfolger wurde Paolo Baffi, der seit 1960 der Generaldirektor der Bank war. Während der Devisenkrise (1976) führte die Banca d’Italia Kreditgrenzen ein, um die Devisensteuerung durch die einschränkenden Maßnahmen besser kontrollieren zu können. Erneut betonte die Banca d’Italia ihre Kosten und Einschränkungen mit einer Reihe von politischen Instrumenten. Es wurden daher Verfahren eingeleitet um die Fähigkeit einer Durchführung der Geldpolitik auf den Markt zu verbessern, besonders beim Kauf und Verkauf von Wertpapieren (Offenmarktgeschäften). Die ersten Schritte zur Schaffung eines gut funktionierenden Geldmarktes erfolgten 1975 durch Verfahrensänderungen bei den Schatzanweisungen und einer neuen Reform für die obligatorischen Reserven.
Im Dezember 1978 schloss sich Italien dem europäischen Währungssystem an. Es handelte ein breites Schwankungsfeld für die Lira von 6 Prozent oberhalb und unterhalb des Leitzinses aus, während die anderen teilnehmenden Länder eine schmalere Spanne von plus 2,25 Prozent und minus 2,25 Prozent hatten.
Die Bankenaufsicht bewog die Banken dazu, ihr Kapital zu stärken und ihre organisatorischen Strukturen zu verbessern, um ihre Wettbewerbsfähigkeit zu erhöhen. Dies führte in der Folge dazu, dass die Kontrollinstrumente umfangreicher und die analytischen Techniken perfektioniert wurden. Um den wachsenden Bedarf an internationaler Zusammenarbeit bei der Bankaufsicht zu decken, wurde deshalb im Jahre 1983 Basel I verabschiedet.
Im Jahr 1979 sorgte die Führung von Banca d’Italia für Aufsehen, als die Bankaufsicht den Gouverneur Baffi der Untreue beschuldigte und der stellvertretende Generaldirektor Mario Sarcinelli sogar verhaftet wurde, was sich jedoch später als völlig grundlos erwies. Dieses Ereignis war zugleich ein schwieriger Test für die Bank, aber durch die Solidarität auf italienischer und internationaler Ebene, der Unabhängigkeit und das Prestige der Bank sowie ihrer Mitarbeiter konnte sich die Banca d’Italia aus dieser Krise befreien. Dennoch trat Paolo Baffi im Oktober 1979 zurück. Carlo Azeglio Ciampi, seit 1978 Generaldirektor der Bank, wurde Baffis Nachfolger.

#### Inflationsbekämpfung in den 1980er-Jahren
Von 1979 bis 1980 verursachte die zweite Ölkrise einen erneuten Preisanstieg. Durch drei Faktoren konnte der Prozess zur Senkung der Inflationsrate und die Umstrukturierung der Industrie gefördert werden. Ab 1979 begann das europäische Währungssystem durch eine unnachgiebige Geldpolitik zu funktionieren, wodurch der Wechselkurs der Lira wesentlich gestärkt wurde. 1981 bekam die Banca d’Italia die Autonomie bei der Kaufentscheidung von Schatzanweisungen, ungeachtet ob diese durch Makler auf Auktionen (sogenannten: Scheidung) gekauft wurden. Zudem kam es zu Lohnmäßigung, auch aufgrund der ansteigenden Arbeitslosigkeit. Die Realzinssätze kehrten wiederum zu positiven Werten zurück.
In der zweiten Hälfte der 1970er Jahre bemühte man sich, die Wirksamkeit der Geldpolitik durch marktwirtschaftliche Instrumente zu verstärken. Mit der Einführung eines effektiven Ausstellungssystems für emittierte Anleihen und einen funktionierenden Interbankeinlagen-Markt, entwickelte sich daraus ein echter Geldmarkt. So erreichte die Inflationsrate im Jahr 1987 einen Tiefstand von 4,7 %, stieg aber 1990 wieder auf 6,5 % aufgrund von strukturell ungelösten Problemen des Landes und einem Zahlungsbilanzdefizit, die dafür sorgten, dass die Investitionen zurückgingen. Die weitere wirtschaftliche Entwicklung blieb vorerst fragil.
Das Europäische Einheitsgesetz (Single European Act) vom Februar 1986 legte die Stufen für die Eliminierung der verbliebenen Handelsbarrieren fest. 1990 liberalisierte man den Devisenverkehr, der in Italien seit 1934 teilweise starken Einschränkungen und Kontrollen unterlegen war. Die Liberalisierung erleichterte die internationale Integration der italienischen Wirtschaft und des Finanzsystems.
In den 1980er Jahren wurde die Aufsicht über die Bank von Italien in Nicht-Bank-Intermediäre ausgeweitet, allerdings nur für Bereiche, die die Stabilität des Finanzsystems betreffen. Die Bank begann den Übergang von der strukturellen Aufsicht zur sogenannten „Vorsichts-Aufsicht“, die vorwiegend auf allgemeinen Verhaltensregeln beruht. Im Jahr 1990 wurden drei grundlegende Gesetze verabschiedet: eines über die Geschäftsbanken und Gruppen (das sogenannte Amato-Carli-Gesetz), eines auf Wertpapiergeschäften beruhend, und eines zur Sicherung des Wettbewerbs. Das erste bildete eine Chancengleichheit für Bankbetreiber, was die Aktiengesellschaft als allgemeines Modell für das Bankgeschäft festlegte. Dies bildete die Grundlage für die Privatisierung der Banken und geregelte Kreditgruppen. Das Zweite regelte Wertpapiermittler und Aktienmärkte. Das Dritte führte kartellrechtliche Grundsätze und Instrumente ein.
In jenen Jahren setzte sich die Bank von Italien das Ziel, die Integrität und Leistungsfähigkeit von Zahlungsdienstleistungen zu verbessern. Der nationale Verrechnungsverkehr und die Transaktionen von Bankkonten wurden vollständig computerisiert. Der bildschirmorientierte Interbank-Einzahlungs-Markt (Mercato Interbancario dei Depositi)(MID) wurde eingeführt.

### Vertrag von Maastricht (1992)
Im Februar 1992, wurde der Vertrag von Maastricht unterzeichnet, der die Basis für die einheitliche Währung und das Europäische System der Zentralbanken bildete und einen strengen Konvergenz-Rahmen für Länder setzte, die sich der Wirtschafts- und Währungsunion anschließen wollten. Der Ablauf für die Union wurde festgelegt: eine erste Stufe der Wirtschafts- und Institutionskonvergenz; eine zweite Stufe der Durchführungs- und Verfahrensharmonisierung, um sich auf die Durchführung einer allgemeinen Geldmengenpolitik vorzubereiten und mit dem Ziel der Entwicklung des europäischen Geldinstituts, des Vorgängers der Europäischen Zentralbank 1994. Die dritte Stufe stellte den wirklichen Start der Einheitswährung dar: am 1. Januar 1999 wurde der Euro als Buchgeld eingeführt.
Im Sommer 1992 lösten die verschiedenen wirtschaftspolitischen Positionen der USA und Deutschland eine Währungskrise aus, von der viele Länder betroffen waren. Die Lira wurde um rund 20 Prozent abgewertet. Im Jahr 1993 wurde der stellvertretende Generaldirektor Antonio Fazio Gouverneur, da sein Vorgänger Carlo Azeglio Ciampi das Amt des italienischen Premierministers übernommen hatte (1999 wurde Ciampi Staatspräsident).
In Italien löste die Krise eine heftige Reaktion aus. Zunächst wurden die öffentlichen Finanzen durch erhebliche Ausgaben-Kürzungen und vor allem durch die erzielten Mehreinnahmen wieder in Ordnung gebracht. Im Sommer 1994 wurde eine Verschärfung der Geldpolitik eingeführt. Im Jahre 1995 sah man sich einer neuen Krise gegenüber, der Diskontsatz erreichte 9 Prozent. Die entschlossenen Maßnahmen der Bank von Italien trugen in diesen Jahren dazu bei, die Inflationserwartungen zu reduzieren. Neues Vertrauen, sowohl im Inland als auch international, erlaubte eine Reduzierung der langfristigen Zinssätze und führte zu einer drastischen Verringerung der Zinszahlungen für die Staatsschulden. Dank der intensiven Bemühungen von Regierung und Zentralbank war Italien in der ersten Welle von Ländern, die den Euro einführten.
Während der 1990er Jahre kam es zu einem Prozess der institutionellen Konvergenz (Annäherung). In Übereinstimmung mit den Anforderungen des Vertrags von Maastricht wurde die Unabhängigkeit der Zentralbanken verstärkt. In Italien geschah dies in einer Reihe von Schritten. Zu Beginn des Jahres 1992 wurde der Bank von Italien die alleinige Zuständigkeit übertragen, die offiziellen Zinssätze festzulegen. Die Bank verhinderte in der Folge, dass sich der Staat aus der Überziehung von Kontokorrentkonten finanzierte. Die Bank von Italien nahm ab 1994 nicht mehr an Staatspapier-Auktionen teil.
Mit der Umsetzung der Zweiten Bankenrichtlinie 1992 in italienisches Recht bestimmte sie die grundlegenden Regeln für den Finanzsektor. Die Spezialisierung und damit die Parzellisierung des Bankwesens, das mit dem Bankengesetz von 1936 eingeführt worden war, wurde abgeschafft und machte die Universalbank möglich. Maßnahmen, die im Laufe der Jahre getroffen worden waren, wie beispielsweise die Sparer zu ermutigen, Investitionen in Aktien zu tätigen, eine zusätzliche Altersvorsorge oder Vermögensverwaltung zu betreiben, reformierten den Rechtsrahmen für Banken und Finanzen erheblich. All dies wurde im Bankengesetz von 1993 (Testo Unico bancario) und im Gesetz über die Finanzintermediäre von 1998 (Testo Unico dell'intermediazione Finanziaria) kodifiziert. Das Gesetz von 1993 machte die Bank auch verantwortlich für das reibungslose Funktionieren des Zahlungssystems.

## Aufbau der Banca d’Italia

### Board of Directors
Der Board of Directors (Consiglio superiore, deutsch Vorstand oder „Oberster Rat“) ist für die Leitung, Bankaufsicht und interne Kontrolle der Bank verantwortlich. Er kümmert sich um die operativen, organisatorischen und buchhalterischen Angelegenheiten der Institution. Auf Vorschlag des Gouverneurs ernennt er den Generaldirektor sowie die stellvertretenden Generaldirektoren und spielt eine entscheidende Rolle bei der Wahl des Gouverneurs.
Zu den weiteren Aufgaben des Board of Directors gehört, dass dieser Beschlüsse über die geographische Verteilung der Niederlassungen wie auch über den allgemeinen organisatorischen Aufbau der Bank verfasst. Er genehmigt das jährliche Budget, Vereinbarungen, die mit den Gewerkschaften ausgehandelt werden, und wird durch den Gouverneur über die wesentlichen Fakten in Bezug auf die Verwaltung der Banca d’Italia unterrichtet.
Der Vorstand setzt sich aus einem Gouverneur und den 13 Direktoren (consiglieri, „Räte“) zusammen. Diese werden bei der Gesellschafterversammlung, welche stets in der Hauptniederlassung der Banca d’Italia am Palazzo Koch stattfindet, von den Gesellschaftern gewählt.
Derzeit setzt sich der Board of Directors aus 14 Mitgliedern zusammen.
Seit dem Jahr 2006 wird der als Gouverneur bezeichnete Präsident der Zentralbank nicht mehr auf Lebenszeit, sondern nur noch auf sechs Jahre ernannt. Eine einmalige Wiederernennung ist möglich. Damit ist die Amtszeit auf maximal zwölf Jahre begrenzt.

### Members of the Governing Board – Directorate
Governing Board - Directorate stellt ein kollegiales Gremium dar, das sich aus einem Gouverneur, Generaldirektor und aus drei stellvertretenden Direktoren zusammensetzt.
Dieses Kollegialorgan ist ermächtigt Maßnahmen externer Bedeutung in Verbindung mit den ihnen anvertrauten öffentlichen Aufgaben auszuüben, um die institutionellen Zwecke zu verfolgen. Dabei müssen die bestehenden Gesetze beachtet und eingehalten werden.
Ausgenommen sind Entscheidungen, die unter die Autorität der ESZB fallen. Eine Entscheidung kommt durch Mehrheitsentscheid zustande, bei Stimmgleichheit besitzt der Gouverneur ein Sonderstimmrecht. Die Sitzungen werden in einem Sonderbericht protokolliert.

### Board of Auditors
Der Aufsichtsrat kontrolliert und überwacht die Leitung der Bank, überprüft die Einhaltung der Gesetze, der Satzungen und der allgemeinen Vorschriften.
Er setzt sich aus sieben Mitgliedern, dem Vorsitzenden, dessen zwei Stellvertretern und vier Rechnungsprüfern zusammen. Die Mitglieder werden bei der Hauptversammlung durch die Aktionäre für eine Amtszeit von drei Jahren gewählt und können dreimal wiedergewählt werden.
Zu ihren weiteren Aufgaben zählen die Buchhaltungskontrolle und die Überprüfung des Jahresabschlusses, welche in Unabhängigkeit von einem externen Rechnungsprüfer durchgeführt werden. Diesbezüglich legt der Aufsichtsrat der Hauptversammlung einen Bericht über die Finanzlage der Bank ab und informiert die Aktionäre über die jährliche Dividende.
Des Weiteren wird der Jahresabschluss durch einen unabhängigen externen Rechnungsprüfer, gemäß Artikel 27 der ESZB – Satzung, geprüft. Dieser Prüfer besitzt die Vollmacht alle Bücher und Konten der Bank zu untersuchen und die nötigen Informationen über die Transaktionen einzuholen. Zudem ist die Bank bei der Erstellung des Jahresabschlusses verpflichtet, die Grundsätze und Standards der Rechnungslegung sowie speziell darauf zugeschnittene Vorschriften einzuhalten.

### Gouverneure der Banca d’Italia
| Amtszeit              | Name                 | Amt             |
| --------------------- | -------------------- | --------------- |
| 28.12.1893–24.02.1894 | Giacomo Grillo       | Generaldirektor |
| 25.02.1894–11.11.1900 | Giuseppe Marchiori   | Generaldirektor |
| 18.11.1900–24.12.1930 | Bonaldo Stringher    | Generaldirektor |
| 10.01.1931–04.06.1944 | Vincenzo Azzolini    | Gouverneur      |
| 05.01.1945–11.05.1948 | Luigi Einaudi        | Gouverneur      |
| 07.08.1948–17.08.1960 | Donato Menichella    | Gouverneur      |
| 18.08.1960–18.08.1975 | Guido Carli          | Gouverneur      |
| 19.08.1975–07.10.1979 | Paolo Baffi          | Gouverneur      |
| 08.10.1979–29.04.1993 | Carlo Azeglio Ciampi | Gouverneur      |
| 04.05.1993–20.12.2005 | Antonio Fazio        | Gouverneur      |
| 29.12.2005–31.10 2011 | Mario Draghi         | Gouverneur      |
| 01.11.2011–31.10.2023 | Ignazio Visco        | Gouverneur      |
| ab 01.11.2023         | Fabio Panetta        | Gouverneur      |

In der Geschichte der Banca d’Italia gab es bisher 3 Generaldirektoren und 10 Gouverneure. (Stand: November 2023)
Der erste Generaldirektor der Banca d’Italia war – vom 28. Dezember 1893 bis 24. Februar 1894 – Giacomo Grillo (* 4. Dezember 1830 in Genua; † 2. Februar 1895 in Rom).
Grillo arbeitete zunächst von 1853 als Schreiber in der National Bank (Bank des Königreichs Sardinien), bald darauf war er Generalsekretär und erster Stellvertretender Generaldirektor unter dem damaligen Generaldirektor Bombrini. Nach dessen Tod im Jahre 1882 übernahm Grillo ab dem 21. März 1882 bis 1883 den Posten des Generaldirektors der National Bank des Königreichs von Sardinien.
Mit der Fusion der Banca Nazionale nel Regno und zwei toskanischen Banken (Banca Nazionale Toscana, Banca Toscana Credito) wurde Grillo bis zu seinem Rücktritt am 24. Februar 1894 der erste Generaldirektor der neu entstandenen Banca d’Italia.
Seit dem 1. November 2023 bekleidet Fabio Panetta das Amt des Gouverneurs der Banca d’Italia. Panetta ist Nachfolger von Ignazio Visco, dessen Amtszeit nach 12 Jahren endete.

## Organisation der Banca d’Italia
Die Organisationsstruktur setzt sich aus den drei Ebenen zusammen, auf denen die Banca d’Italia auch tätig ist:
- International
- National
- Lokal

Die Zentralverwaltung formuliert und implementiert die strategischen und operativen Management-Strategien.
Die periphere Organisation besteht aus Zweigstellen in den regionalen Hauptstädten und in einigen Städten. Die Niederlassungen erfüllen dabei einerseits die Aufgaben und Funktion der Staatskassen, andererseits führen sie Zahlungssystemdienstleistungen, Banken- und Finanzaufsicht sowie die Analysen der wirtschaftlichen und finanziellen Entwicklung auf lokaler Ebene aus.
Die italienische Zentralbank hat u. a. (repräsentative) auswärtige Büros mit Vertretern in London, New York und Tokio. Einige dieser Mitarbeiter sind als Finanzexperten in italienischen Botschaften und Konsulaten tätig, um diese bei ihren Aufgaben und Funktionen zu beraten und zu unterstützen.
2007 begann eine Reorganisation der Zentralverwaltung, der Zweigniederlassungen und der Repräsentativbüros im Ausland. Ziel dieser Reorganisation ist eine Erhöhung der Qualität, Wirtschaftlichkeit und Effizienz der Dienstleistungen der Bank, aufgrund der sich ändernden Wirtschafts- und Finanzsituationen in Verbindung mit den Potenzialen des neuen technologischen Angebots.

### Zentraladministration der Banca d’Italia
Die Organisationsstruktur der Zentrale (Head Office) wird unterteilt in:
1.  Funktionsbereiche: 
- bestehen aus Abteilungen, die sich mit homogenen Aufgaben und Dienstleistungen befassen
- dabei wird jeder Bereich von einem Direktor geleitet, der dem Direktorat, dem Gouverneur und dem Generaldirektor untergeordnet ist und diese bei der Ausübung ihrer Aufgaben und Funktionen unterstützt. Der Direktor überwacht die Einhaltung der Bankpolitik und koordiniert die einzelnen Abteilungen, um die erforderlichen Tätigkeiten umzusetzen

2.  Abteilungen: 
- ihre Zusammensetzung basiert auf grundlegenden betrieblichen Einheiten und Abteilungen (man unterscheidet zwischen operativen und nicht operativen Abteilungen)

3.  Bereichsunterstützungseinheiten: 
- diese helfen den Funktionsbereichen bei der Verwaltung und versorgen sie mit technischer Unterstützung oder indem sie andere allgemeine Aufgaben in den Tätigkeitsfeldern der Bereiche durchführen

4.  Basiseinheiten: 
- Betriebseinheiten, die sich mit komplexen und normalen Aufgabenfeldern beschäftigen

Die Planung und Koordination der Tätigkeiten werden beschlossen durch Komitees, die eine Beratungs-, Entscheidungs- oder Kontrollfunktion besitzen.
Die Organisationsstruktur wird durch das Financial Intelligence Unit (FIU) for Italy (Zentralstelle für Geldwäsche-Verdachtsanzeigen) komplettiert.

### Hauptniederlassung der Banca d’Italia
Die Banca d’Italia hat ihren Sitz in Rom an der Via Nazionale 91. Das Gebäude wurde von Gaetano Koch entworfen und auch nach ihm benannt (Palazzo Koch).
Der Palazzo Koch wurde in den Jahren 1888 bis 1892 gebaut und ursprünglich verwendet, um den Bankenvorstand angemessen unterzubringen. Er diente auch als Banknotendruckerei und Filiale in Rom.

### Zweigniederlassungen der Banca d’Italia
Die ersten Niederlassungen der Bank hatten ihren Ursprung in Ereignissen, die der „Geburt“ der Banca d’Italia vorausgingen. In Wirklichkeit übernahm sie die bestehenden Niederlassungen und Zweigstellen, als sie 1893 durch die Fusion der Banca Nazionale nel Regno, Banca Nazionale Toscana und der Banca di Credito Toscana gegründet wurde.
Die Zweigniederlassungen befinden sich in den Stadtzentren, häufig in Gebäuden von großem historischem und architektonischem Interesse.
Sie erfüllen zahlreiche Funktionen für die Notenausgabe, die Bankenaufsicht und das Zahlungssystem. Genauso spielen sie eine Rolle in den Zahlungsservices und in der Buchführung, die die Bank für das Finanzministerium führt. Sie führt auch Forschungen und Analysen mit Bezug auf die lokale Wirtschaft durch.
Die Banca d’Italia hat zurzeit 58 Niederlassungen, drei Vertretungen im Ausland (in London, New York, Tokio) und eine Ausbildungsstätte in Perugia.
Derzeitige regionale Zweigstellen der Bank:
- Abruzzen; Basilikata; Kalabrien; Kampanien; Emilia-Romagna;
- Friaul-Julisch Venetien; Latium; Ligurien; Lombardei; Marken;
- Molise; Piemont; Apulien; Sardinien; Sizilien;
- Trentino-Südtirol; Toskana; Umbrien; Aostatal; Venetien.

### Reorganisation der Banca d’Italia
Eine umfassende Reorganisation der Bank ist seit 2008 im Gange, welche auch Auswirkungen auf das Filialnetz hat. So soll nach Abschluss der organisatorischen Reform im Jahre 2010 das neue Modell eines regionalen Netzes wie folgt strukturiert sein:
- 20 Niederlassungen, in den regionalen Hauptstädten, die das gesamte Spektrum an Aufgaben in diesem Netz abdecken sollen
- 6 Niederlassungen, die sich dem breiten Tätigkeitsfeld widmen, erledigen alle Aufgaben außer die der Wirtschaftsanalyse und der statistischen Übersichtenerstellung
- 6 Niederlassungen, die auf den Umgang mit Bargeld spezialisiert sind
- 25 Niederlassungen, die sich auf Benutzer-/Kundendienstleistungen spezialisiert haben
- 1 Niederlassung in Rom, zur Unterstützung des Finanzministeriums

Es ist die Schließung von 33 Niederlassungen zu erwarten, dies wird derzeit umgesetzt. 
Außerdem erfolgt zukünftig in 6 Provinzhauptstädten die Leitung und Aufsicht durch die Gemeinschaft der regionalen Niederlassungen, statt durch eine Zweigstelle.

### Rechtlicher Status und Aktionäre

#### Rechtlicher Status der Bank
Das nominale Kapital der Bank in Höhe von 156.000 Euro (bis Ende 2013: 300.000 Aktien zu einem Nennwert von 52 Cent) wurde von 60 Kreditinstituten und Versicherungen gehalten. Die Bank ist daher formal eine Privatnotenbank. Faktisch haben die Aktionäre jedoch keinen Einfluss auf die Geschäfts- und Geldpolitik, da es sich um Scheineigentum handelt, da die Eigentümer in Bezug auf die hoheitlichen Aufgaben und die Fragen der Geldschöpfung ihre Eigentümerrechte nicht wahrnehmen können.
Obwohl formal gesehen eine Privatnotenbank ist die Banca d’Italia in Wirklichkeit eine Anstalt des öffentlichen Rechts, wie durch das Bankengesetz von 1936 und im Statut in Artikel 1 Absatz 1 festgelegt sowie durch ein Urteil des Obersten Gerichtshofes bestätigt, wonach sich die noch immer geltenden Bestimmungen des Bankengesetzes von 1936 auf einige Artikel beschränken. Der Oberste Gerichtshof hat dies mit seinem Urteil 16751 vom 21. Juli 2006 bekräftigt: Die Banca d’Italia „ist keine Gesellschaft mit beschränkter Haftung des Privatrechts, sondern eine öffentliche Einrichtung nach dem ausdrücklichen Hinweis auf Artikel 20 der R.D. vom 12. März 1936 Nr. 375“. Die Bank befolgt daher andere Geschäftsregeln als die einer normalen Aktiengesellschaft, wie auch aus der Satzung hervorgeht. Diese weist den Aktionären eine Anzahl von Stimmen zu, die nicht proportional zu den gehaltenen Aktien ist (Begrenzung der Stimmanteile der größten Aktionäre). Der rechtliche Status der Körperschaft des öffentlichen Rechts schließt die Möglichkeit eines Konkurses der Banca d’Italia aus.
Die Gesetzesverordnung 133, Artikel 5 vom 30. November 2013 sieht ein Verbot für den Verwaltungsrat und die Versammlungsteilnehmer vor, sich in die öffentlichen Aufgaben einzumischen, die dem Gouverneur und der Banca d’Italia durch italienische Gesetze zugewiesen werden. Der Ernennungsmechanismus und die Zusammensetzung des Obersten Rates werden geändert. Die italienische Regierung behält sich das Recht vor, an den Sitzungen des Obersten Rates und der Mitgliederversammlung teilzunehmen.

#### Aktienkapital und Gewinnausschüttung
| Die 10 größten Aktionäre (Stand: 19. Februar 2025)                                                | Die 10 größten Aktionäre (Stand: 19. Februar 2025) |
| Aktionär                                                                                          | Anteil                                             |
| ------------------------------------------------------------------------------------------------- | -------------------------------------------------- |
| Unicredit                                                                                         | 5,00 %                                             |
| Cassa Nazionale di Previdenza ed Assistenza per gli Ingegneri ed Architetti Liberi Professionisti | 4,93 %                                             |
| Ente Nazionale di Previdenza ed Assistenza dei Medici e degli Odontoiatri                         | 4,93 %                                             |
| Cassa Nazionale di Previdenza e Assistenza Forense                                                | 4,93 %                                             |
| Intesa Sanpaolo                                                                                   | 4,91 %                                             |
| Cassa Naz. Previdenza Assistenza Dottori Commercialisti                                           | 3,67 %                                             |
| BPER Banca                                                                                        | 3,26 %                                             |
| Iccrea Banca                                                                                      | 3,12 %                                             |
| Assicurazioni Generali                                                                            | 3,00 %                                             |
| Istituto Nazionale della Previdenza Sociale                                                       | 3,00 %                                             |
| Istituto nazionale per l’assicurazione contro gli infortuni sul lavoro                            | 3,00 %                                             |
| Cassa di Sovvenzioni e Risparmio fra il Personale della Banca d'Italia                            | 3,00 %                                             |
| Cassa di Risparmio di Asti                                                                        | 3,00 %                                             |

Das Bankengesetz von 1936 legte das Aktienkapital auf 300 Millionen Lire (300.000 Aktien zu 1000 Lire) fest. Als 1999 der Euro verabschiedet wurde, wurde das Kapital in 156.000 Euro umgewandelt. Im Jahr 2008 erzielte die Banca d’Italia einen Bruttogewinn von 502.939.255 Euro, auf dessen Grundlage es dem Staat 327.727.564 Euro an Einkommensteuern zahlte (entspricht etwa 65,16 % des Bruttogewinns) und damit einen Nettogewinn von 175.211.691 € erwirtschaftete. Die Summe von 105.111.415 Euro (entspricht etwa 60 % des Nettogewinns) wurde dann an das Finanzministerium per Verteilschlüssel des Nettogewinns nach Steuern gezahlt. Die verbleibenden 70.100.276 € wurden – abgesehen von einer Ausschüttung an die Aktionäre von 10 % (also 15.600 Euro) – jeweils zur Hälfte (35.042.338 €, etwa 20 % des Nettogewinns) den ordentlichen und außerordentlichen Rücklagen zugeführt.
Gemäß Artikel 40 der Geschäftsordnung der Banca d’Italia wurden basierend auf den Renditen der Reserven 0,5 % der Reserven von 11.757.789.000 Euro (Stand 31. Dezember 2007) ebenfalls an die Aktionäre ausgeschüttet, zusammen mit den zuvor erwähnten 15.600 Euro also insgesamt 58.803.600 Euro (196,01 Euro für jede Aktie), die auf nicht-staatliche Teilnehmer aufgeteilt wurden.

#### Aufwertung des Aktienkapitals 2014
Das Gesetzesdekret 133 vom 30. November 2013 (das so genannte „IMU-Bankitalia-Dekret“, das durch Änderungen des Gesetzes Nr. 5 von 2014 umgesetzt wurde) hat das Aktienkapital über die Rücklagen aufgewertet auf 7,5 Milliarden Euro. Die Namensaktien haben jeweils einen Wert von 25.000 Euro. Die Neubewertung des Kapitals, die sich natürlich auf alle Aktien gleichermaßen auswirkte, ließ das relative Gewicht der einzelnen Beteiligungen unverändert. Nach dem betreffenden Gesetz können die Kapitalanteile nur Banken, Versicherungsgesellschaften, Instituten und Einrichtungen der sozialen Sicherheit gehören, die ihren Sitz und ihre Hauptverwaltung in Italien haben. Jeder Teilnehmer kann weder direkt noch indirekt einen Kapitalanteil von mehr als 3 Prozent besitzen (Artikel 4, Absatz 5). Die Bank von Italien kann einen Rückkauf ihrer Anteile vornehmen.
Für Aktien-Anteile, die über der 3 %-Schwelle liegen, kann das Stimmrecht verfallen, aber für einen Zeitraum von 24 Monaten nach der Verkündung des Gesetzes werden zumindest die entsprechenden Dividenden anerkannt. Daher werden am Ende dieser Übergangsfrist die Quoten, die über der 3 %-Schwelle liegen, „sterilisiert“: Sie verleihen kein Stimmrecht oder geben keinen Anspruch auf Dividendenausschüttung.

#### Neue Dividendenverteilung
Die Kapitaleigner erhalten nun als allererstes eine Ausschüttungen in Höhe von maximal 6 % des Kapitals (also maximal 450 Millionen Euro) die unter allen Eignern aufgeteilt werden. Die verbleibenden Gewinne sind nach folgender Methode zu verteilen:
- Rückstellung in die ordentliche Rücklage von maximal 20 Prozent
- Rückstellung in die außerordentliche Rücklage und etwaige Sondermittel bis maximal 20 Prozent
- Ausschüttung des Restbetrags an den Staat

Im Gegenzug wurde jedoch allen italienischen Banken die Besteuerung auferlegt, um einen Teil des mit der Abschaffung der Immobiliengemeindesteuer geschaffenen Lochs abzudecken.

## Aufgaben der Banca d’Italia
Die wichtigste Funktion der Zentralbank von Italien ist die Sicherstellung von Währungs- und Finanzstabilität. Diese sind unabdingbare Voraussetzungen um nachhaltiges Wachstum der Wirtschaft zu erreichen.

### Geldpolitik
Die Bank trägt Mitverantwortung bei den Entscheidungen über eine einheitliche Geldpolitik des Euro-Währungsgebietes und nimmt die Aufgaben wahr, die ihr als Zentralbank und Bestandteil des Eurosystems auferliegen. Zudem ist die Banca d’Italia für die Umsetzung solcher Beschlüssen innerhalb Italiens zuständig. Dies geschieht durch Operationen mit Kreditinstituten, unter Anwendung von Offenmarktgeschäften, mittels ständigen Fazilitäten und über die Verwaltung der erforderlichen Reserven.
Des Weiteren kann die Bank ausländische Devisengeschäfte, die im Einklang mit den festgelegten Bestimmungen des Eurosystems liegen, durchführen. Genauso managt sie die inländischen und einen Teil der Devisenreserven der EZB und ist zuständig für die Herstellung von Euro-Banknoten in der vom Eurosystem vorgegebenen Menge. Die Verwaltung des Bargeldumlaufs und der Kampf gegen Fälschungen zählen ebenso zu ihren Aufgaben.

### Staatskasse
Die Bank erbringt Dienstleistungen für den Staat mit der Durchführung von Operationen für das Finanzministerium (übt Operationen im Auftrag des Ministeriums für Wirtschaft- und Finanzen, wie öffentliche Einnahmen und Ausgaben, aus), handelnd als Agent für öffentliche Verschuldung und Bekämpfung von Wucher.
Um die Wirksamkeit von Funktionen wie beispielsweise die Erfüllung von währungspolitischen Aufgaben zu erhöhen, verpflichtet sich die Banca d’Italia der Forschung in wirtschaftlichen, finanziellen und rechtlichen Bereichen in großem Umfang.

### Finanzmarktaufsicht
Die Banca d’Italia ist u. a. auch für die Bankenaufsicht zuständig. Für die Zahlungsbilanzstatistik, die Devisenreserven und die Überwachung nationaler und internationaler Finanzströme (Geldwäsche, Verdachtsmeldungen) war in der Vergangenheit das Ufficio Italiano dei Cambi verantwortlich, das der italienischen Zentralbank unmittelbar unterstand. Nach Auflösung des UIC wurden diese Aufgaben von der Zentralbank selbst oder von dem neuen Financial Intelligence Unit übernommen. Die Aufsicht über den Wertpapierhandel hat in Italien die CONSOB inne, um das Versicherungswesen kümmert sich das ISVAP.

### Bankaufsicht
Als Aufsichtsbehörde ist die Bank bestrebt, eine solide und umsichtige Führung mit Mittlerfunktion zu übernehmen und die allgemeine Stabilität und Effizienz des Finanzsystems unter Beachtung und Einhaltung der Regeln und Vorschriften zu gewährleisten. Sie trägt zur Banken- und Finanzmarktregulierung, teilweise durch die Teilnahme an internationalen Gremien, bei. Sie koordiniert ihre Tätigkeiten mit anderen Finanzaufsichtsbehörden.
Die Tätigkeiten der italienischen Zentralbank beinhalten ein hohes Maß an internationalen Verpflichtungen hinsichtlich Notenbankaufgaben und besonders der finanziellen Stabilität. Sie nimmt an der Zusammenarbeit der verschiedenen Gruppen und Gremien auf europäischer Ebene teil, auch bietet sie technische Hilfe für die Regulierungsbehörden von Schwellen- und Transformationsländern an.

### Die Umweltpolitik der Banca d’Italia
Vor dem Hintergrund eines wachsenden internationalen Interesses für ökologische Probleme hat die Bank von Italien beschlossen, alle Maßnahmen mit negativen Auswirkungen auf die Umwelt zu reduzieren. Der Gouverneur hat diesbezüglich ein Umweltpolitik-Dokument veröffentlicht und ordnete dessen Verbreitung in der gesamten Bank an. Als Ergebnis wurde ein Aktionsplan zum Schutz der Umwelt erstellt. Er umfasst Energieeinsparungen, geringeren Papierverbrauch, die Trennung von Abfällen und anderen Maßnahmen, von denen schon einige umgesetzt wurden.

### Allgemeine Aufgaben der Banca d’Italia
Die Institution erfüllt folgende allgemeine Aufgaben:
- Währungspolitik
- Devisenmarkt und amtliche Reserven
- Staatskasse (übt Operationen im Auftrag des Ministeriums für Wirtschaft- und Finanzen aus)
- Investitionen-Portfolio (Investment Portfolio)
- Zahlungssystem
- Marktaufsicht
- Investitionen-Portfolio Aufsicht
- Geldnotenausgabe und Münzausgabe
- Wirtschaft, Forschung und internationale Beziehungen
- Bankaufsicht